# Ljudisolering
Ljudisolering, anordning, skärm eller vägg som hindra spridning av oönskat ljud, det vill säga buller. Man skiljer på ljudisolering och ljudabsorption, som har med minskning av ljudenergi med hjälp av värmeförluster att göra (det vill säga att ljudenergin omvandlas till värme).

## Fysisk bakgrund och teori
Den enklaste teorin för ljudisolering är masslagen som säger att ljudisoleringen ökar med 6 dB med fördubblad frekvens eller ytvikt. Det är alltså bara väggens vikt per ytenhet som påverkar ljudisoleringen. Dock är detta inte helt riktigt, utan andra fenomen spelar också in, så som koincidens.

## Mätning
En konstruktions ljudisolering i en byggnad beskrivs med dess reduktionstal. Reduktionstalet definieras som en relation mellan infallande ljudeffekt på ena sidan en vägg och transmitterad ljudeffekt till andra sidan samma vägg, och anges i decibel. 
En ljudisolerings- eller reduktionstalsmätning går till genom att man placerar en högtalare som sänder ut vitt eller rosa brus i ett rum. Därefter mäter man ljudtrycksnivån i båda rummen, som medelvärde i rummet. Man mäter även efterklangstiden i mottagarrummet. Mätresultaten anges som ett medeltal för ljudtrycksnivån i varje 1/3-dels oktavband mellan 50 och 5000 Hz. Reduktionstalet bestäms sedan som
{\displaystyle R=L_{s}-L_{m}+10\log \left({\frac {S}{A}}\right),}
där {\displaystyle R} är reduktionstal, {\displaystyle L_{s}} och {\displaystyle L_{m}} är ljudtrycksnivån i sändra respektive mottagarrummet, {\displaystyle S} är skiljeväggens area och {\displaystyle A} är ljudabsorptionsarean.

## Regler och krav
I de flesta länder, inklusive Sverige, ställs det krav på hur mycket ljud som får höras mellan lägenheter. Det finns också möjligheter att klassificera en byggnad i olika ljudklasser för att marknaden själv ska kunna styra byggandet mot lägenheter med bättre ljudisolering för dem som så önskar. Ljudisolering kan numera vara ett konkurrensmedel för fastighetsägare.
När mätningen är klar har man fått ett resultat som består av data vid alla 1/3-oktavband mellan 50 Hz och 5 kHz. Det är svårt att konstruera ett regelverk utifrån dessa ljudreduktionskurvor och därför har en standard för framtagande av ett fåtal ensiffervärden tagits fram. Dessa används sedan i byggreglernas kravnivåer. Det vanligaste värdet kallas vägt reduktionstal Rw. Olika anpassningstermer kan också räknas ut för att mer rättvist beskriva den upplevda ljudisoleringen. Anpassningstermerna, C-korrektioner, har införts för att ta hänsyn till olika spektra såsom väg- och tågbullerspektra.
Vid mätning av ljudisolering i vanliga hus kan man inte vara helt säker på att allt ljud transmitterats via skiljeväggen. Sådana mätningar kallas därför fältmätningar och det vägda reduktionstalet betecknas R’w. Reduktionstal utförda i ljudlaboratorium betecknas Rw.